# Deichverteidigung

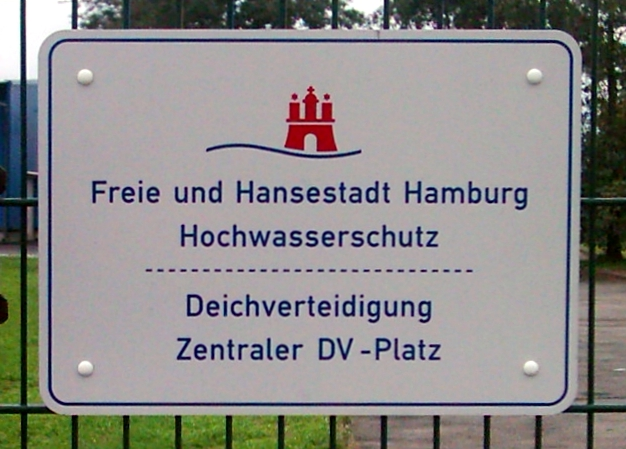
Zentrales Deichverteidigungsdepot in Hamburg

Deichverteidigung ist eine bautechnische Notmaßnahme des Katastrophenmanagements, wenn Deiche oder Dämme zu brechen drohen bzw. ernste Schäden zeigen. Als Mittel des technischen Hochwasserschutzes dient die Deichverteidigung der Erhaltung der Deichsicherheit bei Hochwasser. Entsprechende Maßnahmen werden auch in Gang gesetzt, wenn eine kritische Hochwassermarke am Deich überschritten wird, die zur Ausrufung einer Alarmstufe führt. In akuten Fällen sind Maßnahmen zur Abdeckung und Beschwerung der Schadstellen bzw. zur Verstärkung des Deichs erforderlich, die am häufigsten durch Sandsäcke erfolgt. Für Notmaßnahmen im Katastrophenfall größeren Ausmaßes kann das Technische Hilfswerk angefordert werden.

## Deichwache
Für Fluss- und Seedeiche besteht nach Ausrufung einer kritischen Alarmstufe eine Verpflichtung für einen Deichwachdienst. Dieser besteht in der Regel aus zwei geschulten Personen, die einen ihnen zugeteilten Deichabschnitte gewissenhaft beobachten. Ihre Aufgabe als Wasserwehr ist nicht die eigenhändige Schadensbekämpfung, sondern dient der Erkennung von Schadensstellen und der Meldung von Informationen an die zuständige Einsatzleitstelle, die dann bei erkannter Notwendigkeit die Deichverteidigung einleitet. Die ehrenamtlichen Deichwachen werden als Deichläufer, Deichgänger oder Deichgeschworene bezeichnet.

## Grundsätze der Deichverteidigung
Nach Feststellung eines Schadens am Damm/Deich müssen unverzüglich Schadensbekämpfungsmaßnahmen aufgenommen werden. Soweit möglich sollte bei einem Staudamm durch Ablassen von Wasser die Belastung reduziert werden. An Deichen können Schäden im Regelfall nicht während der Dauer des Hochwasserereignisses nachhaltig beseitigt werden. Grundsätzlich gilt es, die Auswirkungen zu begrenzen und eine Vergrößerung des Schadensausmaßes zu verhindern. Oberste Priorität hat der Schutz von Menschenleben. Dies gilt gleichermaßen für die betroffenen Bewohner des gefährdeten Gebietes wie auch für die Einsatzkräfte der Hochwasserabwehr. Die Schadensbekämpfung muss solange wie notwendig durchgeführt werden. Dies im Besonderen auch bei absinkenden Hochwasserspiegel.
Ein unnötiges oder zweckentfremdetes Befahren des Deiches sollte unterbleiben, da der Deich durch das Hochwasser bereits stark beansprucht ist und nicht durch zusätzliche Einwirkungen und Erschütterungen belastet werden darf. Wichtigstes Deichverteidigungsmittel ist und bleibt der Sandsack. Wenn die Standsicherheit des Deiches gefährdet ist und ein Deichbruch droht sind Evakuierungsmaßnahmen umgehend einzuleiten.

## Maßnahmen
Während den gesamten Deichverteidigungsarbeiten muss der Deich strengstens beobachtet werden, um im Falle von Anzeichen eines Deichbruchs schützende Maßnahmen, wie die Sicherung der Einsatzkräfte, durchzuführen. Denn im Falle eines hydraulischen Grundbruchs, besteht akute Deichbruchgefahr. Die Schadstelle ist zu markieren und die aufgeweichten Bereiche müssen gesperrt werden.
Um die Deichverteidigung jederzeit und umgehend anlaufen zu lassen, müssen Deichverteidigungsmaterial, Werkzeuge und Rettungsmittel in ausreichender Menge vorgehalten werden. Entsprechende Vorgaben enthält. Das am häufigsten angewandte Deichverteidigungsmittel ist nach wie vor der Sandsack. Ergänzend werden Geotextilien, Folien und Planen verwendet.
Geotextilien kommen bei Schäden an der Luftseite zur Anwendung, wenn nach Durchfeuchtung des Deichkörpers trübes Sickerwasser austritt. Dies kann zu Rutschungen und Ausspülungen führen. Das Textil wirkt als Filter und verhindert damit den Materialaustrag aus dem Deichkörper. Einzelne Quellen können durch einen ringförmig verlegten Sandsackwall gesichert werden, in dem das austretende Wasser gesammelt wird. Der Sandsackwall ist dabei so hoch auszuführen, bis das Ausströmen von trübem Sickerwasser nachlässt. Das aufgestaute Wasser in dieser Quellkade baut einen Gegendruck auf und kann den Sickerwasseraustritt versiegen lassen.
Bei Beschädigungen der wasserseitigen Böschung muss schnellstmöglich die Stelle abgedeckt werden, um eine Ausbreitung zu verhindern, da Strömungen und Wellenschlag daran 'nagen'. Die auslösenden Stoffe wie Treibgut oder Eis sollten soweit möglich entfernt werden, bevor wasserundurchlässige Materialien wie Folien und Planen (z. B. Lecksegel) aufgelegt werden. Die überdeckten Schadstellen müssen mit Sandsäcken oder mit lose aufgeschütteten Sand belastet werden, um den aufgequollenen Boden in dem gefährdeten Bereich zu sichern. 
Ist ein Teil der Böschung schon abgerutscht und ein Kolk entstanden können Senkbäume den direkten Angriff der Strömung reduzieren und vor weiterer Zerstörung bewahren. Die Stelle kann alternativ durch Einbringen von Sandsäcken gesichert werden, die auch über Hubschrauber transportiert werden.
Bei einem drohenden hydraulischen Grundbruch muss am Deichfuss schnellstmöglich ein Gegendruck erzeugt werden. Die Beschwerung erfolgt durch die Schüttung von möglichst nicht bindigen Erdstoffen, wie Sand, Kies oder durch Sandsäcke.
Die höchste Gefahr eines Deichbruchs droht durch Überströmen, da durch die rückwärts gerichtete Erosion der Deich von der Luftseite her abgetragen wird und dadurch meistens nicht zu retten ist. Daher muss frühzeitig eine provisorische Erhöhung des Deichs vorgenommen werden, die auf der Wasserseite der Deichkrone ansetzen muss. Eine solche Aufkadung kann am einfachsten durch einen Sandsackdamm vorgenommen werden. Bei starker Durchfeuchtung darf aus Sicherheitsgründen der belastete Deich nicht durch schweres Gerät befahren werden, sodass dies nur über den Einsatz von Hubschraubern erfolgen kann. Als frühzeitige Notfallmaßnahme kann bei ausreichender Festigkeit auch eine Kiesschüttung aufgebracht werden, die mit Folie abgedeckt wird. Jedoch ist zu bedenken, dass durch eine Deicherhöhung die Standsicherheit des Deiches verschlechtert wird, und eine statische Überlastung zur Folge haben kann.